# Хайденфельд, Марк
Марк Хайденфельд (род. 10 февраля 1968) — ирландский шахматист, международный мастер (1998).
Чемпион Ирландии (2000). В составе сборной Ирландии участвовал в восьми Олимпиадах (1996—2002, 2006—2010, 2014).
Сын Вольфганга Хайденфельда (1911—1981) — многократного чемпиона Ирландии, автора книг по шахматам.

## Изменения рейтинга
| Графики недоступны из-за технических проблем. См. информацию на Фабрикаторе и на mediawiki.org. |